# Tony Rice

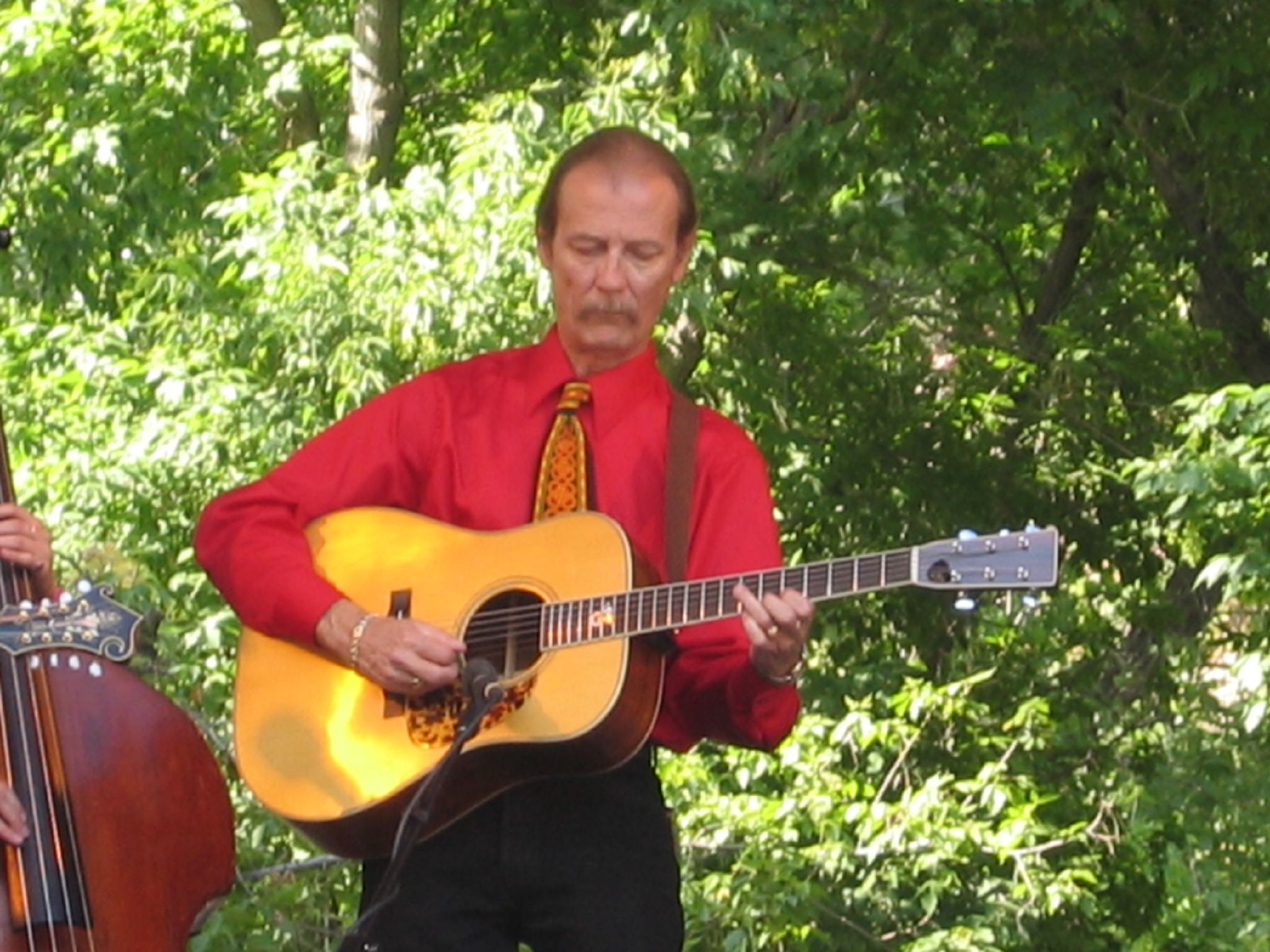
Tony Rice 2005

David Anthony „Tony“ Rice (* 8. Juni 1951 in Danville, Virginia; † 25. Dezember 2020 in Reidsville, North Carolina) war ein US-amerikanischer Bluegrass-Musiker, der ab den 1970er-Jahren zu den besten Gitarristen seines Genres gezählt wurde. 2010 erschien eine ausführliche Biographie von Tony Rice. 2013 wurde er in die International Bluegrass Music Hall of Fame aufgenommen.

## Leben

### Anfänge
Der in Kalifornien aufgewachsene Tony Rice wurde musikalisch von seinem Vater Herb Rice geprägt, der Mitglied der Bluegrass-Band The Golden State Boys war. Gemeinsam mit seinem älteren Bruder Larry lernte Tony Gitarre spielen und trat in der Band seines Vaters auf. Erstes Vorbild außerhalb der eigenen Familie war die Bluegrass-Legende Clarence White.

### Karriere als Bandmusiker
1970 zog er nach Kentucky, wo er sich der „Bluegrass Alliance“ anschloss, die Ende der 1960er Jahre entstanden war und bald zu einer der führenden Bluegrassbands wurde. Hier lernte er vom renommierten Gitarristen Dan Crary, der zu den Gründungsmitgliedern der Bluegrass Alliance gehörte. Ein Jahr später wechselte er zur J. D. Crowe’s Band, die als Wegbereiter eines progressiven Bluegrass gilt, und in der sein Bruder Larry Mandoline spielte. Höhepunkt in diesen Jahren war die Einspielung des kommerziell erfolgreichen Albums J. D. Crowe & the New South, bei dem auch Ricky Skaggs mitwirkte. 1974 spielte er bei den Dixie Ramblers of Moline, Illinois. Rice brillierte nicht nur als Gitarrist, sondern tat sich auch als Sänger mit ausdrucksstarker Stimme hervor.
1975 kehrte er an die Westküste zurück und schloss sich dem in San Francisco beheimateten David Grisman Quintet an, das eine rein instrumentale Mischung aus Jazz und Bluegrass spielte. In diesen Jahren machte er die größten musikalischen Fortschritte. Zum neuen Leitbild wurde Bandmitglied John Carlini.

### Karriere als Solist
Ende der 1970er verließ Rice David Grisman und begann, eine Serie von eigenen Alben einzuspielen – zum Teil unterstützt von seiner Begleitband, der „Tony Rice Unit“. 1980 gründete er gemeinsam mit J. D. Crowe, Bobby Hicks, Doyle Lawson und Todd Phillips die Supergroup „Bluegrass Album Band“, die sich in größeren Zeitabständen zum gemeinsamen Musizieren traf. Bis 1996 wurden insgesamt sechs Alben produziert, die von Bluegrass Album, Vol. 1 bis Bluegrass Album, Vol. 6 durchnummeriert wurden.
In diesen Jahren arbeitete er mit vielen Größen der Szene zusammen, darunter Béla Fleck und Ricky Skaggs. Mit Peter Rowan und den Veteranen Chris Hillman und Herb Pedersen wurden mehrere erfolgreiche Alben produziert. Auch mit seinen Brüdern Larry, Wyatt and Ronnie veröffentlichte er als „The Rice Brothers“ zwei Alben. Bekannt wurden auch gemeinsame Aufnahmen mit Norman Blake und Alison Krauss. Aufgrund von Stimmproblemen konzentrierte er sich zunehmend auf das Gitarrespielen. Rice starb am 25. Dezember 2020 im Alter von 69 Jahren.

## Diskografie

### Alben
- 1977: Tony Rice
- 1979: Acoustics
- 1979: Manzanita
- 1979: Hot Dawg (mit David Grisman)
- 1980: Mar West (als Tony Rice Unit)
- 1980: Skaggs & Rice (mit Ricky Skaggs)
- 1981: Bluegrass Album (als Bluegrass Album Band)
- 1981: Still Inside (als Tony Rice Unit)
- 1982: Backwaters (als Tony Rice Unit)
- 1982: Bluegrass Album, Vol. 2 (als Bluegrass Album Band)
- 1983: Bluegrass Album, Vol. 3 (als Bluegrass Album Band)
- 1983: Church Street Blues
- 1984: Bluegrass Album, Vol. 4 (als Bluegrass Album Band)
- 1984: Cold on the Shoulder
- 1986: Me & My Guitar
- 1987: Devlin (als Tony Rice Unit)
- 1987: Blake & Rice
- 1987: Norman Blake and Tony Rice 2 (mit Norman Blake)
- 1988: Native American
- 1989: Bluegrass Album, Vol. 5 (als Bluegrass Album Band)
- 1992: The Rice Brothers (als The Rice Brothers)
- 1993: Plays and Sings Bluegrass
- 1994: Tone Poems (mit David Grisman)
- 1994: Crossings
- 1994: The Rice Brothers 2 (als The Rice Brothers)
- 1995: River Suite for Two Guitars (mit John Carlini)
- 1996: Sings Gordon Lightfoot
- 1996: Bluegrass Album, Vol. 6 (als Bluegrass Album Band)
- 1997: Out of the Woodwork (als Rice, Rice, Hillman & Pedersen)
- 1999: Rice, Rice, Hillman & Pedersen (als Rice, Rice, Hillman & Pedersen)
- 2000: Unit of Measure (als Tony Rice Unit)
- 2000: The Pizza Tapes (mit David Grisman & Jerry Garcia)
- 2001: Runnin’ Wild (als Rice, Rice, Hillman & Pedersen)
- 2003: The Bluegrass Guitar Collection
- 2004: You Were There for Me (mit Peter Rowan)
- 2007: Quartet (mit Peter Rowan)
- 2008: Night Flyer: The Singer Songwriter Collection